# Pont du Milieu
Le pont du Milieu, appelé en allemand Mittlere Brücke, est un pont routier sur la Sarine, situé dans le canton de Fribourg, en Suisse.

## Situation
Le pont du Milieu est l'un des trois ponts de la Basse-Ville de Fribourg. Il est précédé en amont de celui de pont de Saint-Jean et suivi en aval par celui de Berne. 

## Histoire
Le premier pont du Milieu est construit en 1275 sous la forme d'un pont couvert, en bois. En 1720 le pont actuel est construit en maçonnerie. À cette époque, il est fermé d'une porte, aujourd'hui disparue.
Ce pont fait partie des biens culturel d'importance nationale au moins depuis l'inventaire de 1995.

## Sources
- Sébastien Julan, « Fribourg Ponts et passerelles - Traits d’union sur la Sarine », sur lagruyere.ch, 8 août 2006 (consulté le 7 avril 2008).
- Pierre Delacrétaz, Fribourg jette ses ponts, Chapelle-sur-Moudon, éditions Ketty et Alexandre, 1990.